# Sandoz (croque-escroc)
Pour les articles homonymes, voir Sandoz (homonymie).
Sandoz, dont l'identité réelle n'est pas connue, est un vidéaste web français spécialisé dans le croque-escroc depuis 2017. 

## Biographie
Sandoz vient de Colmar, dans le département du Haut-Rhin.

### Carrière sur internet
En mars 2017, il commence sa carrière de vidéaste web sur YouTube avec des vidéos de canulars téléphoniques. En septembre 2021, plus de 300 000 personnes sont abonnées à son compte YouTube. 
Il est un croque-escroc qui agit seul et pirate les appareils des escrocs afin de supprimer leurs fichiers. Sandoz alerte aussi sur la précarité numérique en France. 
En janvier 2022, il fait une vidéo dénonçant l'escroquerie du site marchand de Hapsatou Sy. 
En 2022, il se rend à Abidjan afin de traquer des escrocs. On le voit en Côte d'Ivoire avec un autre vidéaste, Le Radis Irradié, dans un reportage diffusé sur TF1 en mars 2023. Il demande une meilleure collaboration entre les pays des cyberarnaqueurs et ceux de leurs victimes.
En décembre 2022, alors que près de 500 000 personnes sont abonnées à son compte YouTube, il participe au deuxième épisode de la série de documentaires pour france.tv Les pièges du numérique, où il sensibilise aux arnaques au compte personnel de formation.
En décembre 2023, il infiltre plusieurs faux sites de bois de chauffage dont il efface le contenu.